# David Moncoutié
David Moncoutié (Provins, Seine-et-Marne, 30 de Abril de 1975) é um ciclista francês, profissional desde 1997. 

## Palmarés
- 1999
  - 6ª etapa do Critérium do Dauphiné Libéré

- 2000
  - 7ª etapa do Tour de l'Avenir
  - 2º no Tour de l'Avenir

- 2001

- - 2ª etapa do Tour do Limousin
  - 4º no Paris-Nice
  - 6º no Grand Prix de Plouay
  - 9º no Tour de Romandie

- 2002
  - 2ª etapa da Clásica de Alcobendas
  - Vencedor da Clásica de Alcobendas
  - 2ª etapa do Critérium International
  - 2º no campeonato de França de contra-relógio

- 2003
  - Grand Prix de Lugano
  - 4ª etapa da Route do Sud
  - 4ª etapa do Tour Méditerranéen
  - 8º no Championnat de Zurich
  - 8º no Tour de Romandie

- 2004
  - 11ª etapa do Tour de France

- 2005

- - 12ª etapa do Tour de France
  - 2ª etapa da Volta ao País Basco
  - 3º na Volta à Catalunha
  - 6º na Clasica San Sebastian

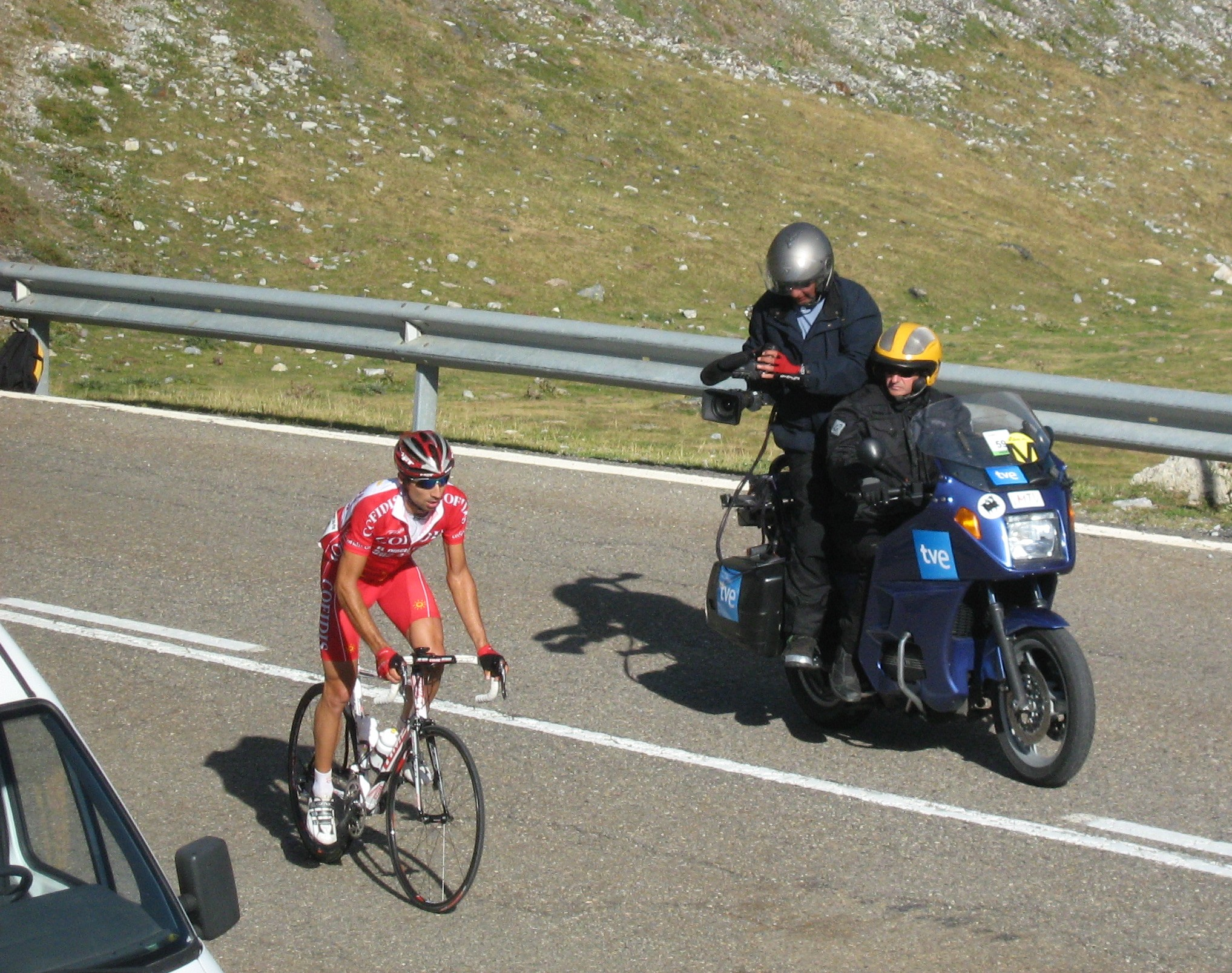
Durante a 8ª etapa da Vuelta a España 2008

  - 6º no Critérium do Dauphiné Libéré

- 2008
  - 8ª etapa da Vuelta a España
  - 2º no Tour Méditerranéen
  - 10º na Clássica de San Sebastian
  - 2º do Tour de l'Ain

- 2009
  - 6ª etapa do Tour Méditerranéen
  - 7ª etapa do Critérium do Dauphiné Libéré
  - 13ª etapa da Vuelta a España

## Resultados nas grandes voltas

### Tour de France
- 2000 : 75º
- 2001 : 48º
- 2002 : 13º
- 2003 : 43º
- 2004 : 34º, 11ª etapa (Figeac)
- 2005 : 67º, 13ª etapa (Digne-les-Bains)
- 2006 : 58º
- 2008 : 42º

### Vuelta a España
- 2008: 8º, vencedor da 8ª etapa (Pla de Beret),  vencedor da classificação da montanha.